# Phymorhynchus turris
Phymorhynchus turris é uma espécie de gastrópode do gênero Phymorhynchus, pertencente a família Raphitomidae.